# Nicola Lapenta
Nicola Lapenta (Corleto Perticara, 9 marzo 1926 – Roma, 23 ottobre 2018) è stato un politico e avvocato italiano.

## Biografia
Nicola Lapenta nasce a Corleto Perticara in provincia di Potenza. Nel 1948 si laurea in giurisprudenza e in seguito svolge la professione di avvocato.
Per quattro legislature consecutive (VI, VII, VIII, IX) viene eletto parlamentare della Repubblica Italiana, nella VI legislatura è eletto deputato tra le file della Democrazia Cristiana nel collegio di Potenza, poi per altre tre legislature consecutive è eletto Senatore della DC nella regione Basilicata.
Durante l'VIII legislatura è eletto vicepresidente della Commissione parlamentare d'inchiesta sulla strage di via Fani, sul sequestro e l'assassinio di Aldo Moro e sul terrorismo in Italia (1980-1983), inoltre viene anche eletto presidente della Commissione parlamentare Antimafia dal 23 gennaio 1983 all'11 luglio 1983.